# Ramulus ceylonense
Ramulus ceylonense är en insektsart som beskrevs av Daniel Otte och Brock 2005. Ramulus ceylonense ingår i släktet Ramulus och familjen Phasmatidae. Inga underarter finns listade i Catalogue of Life.